# Scyllarus martensii
Scyllarus martensii är en kräftdjursart som beskrevs av Pfeffer 1881. Scyllarus martensii ingår i släktet Scyllarus och familjen Scyllaridae. Inga underarter finns listade i Catalogue of Life.